# Liste von Persönlichkeiten der Stadt Salzgitter
Diese Liste enthält im heutigen Stadtgebiet von Salzgitter geborene Persönlichkeiten sowie solche, die dort ihren Wirkungskreis hatten, ohne gleichzeitig dort geboren zu sein. Der dritte Abschnitt handelt von den Ehrenbürgern von Salzgitter. Die ersten beiden Abschnitte sind jeweils chronologisch nach dem Geburtsjahr sortiert. Die Liste erhebt keinen Anspruch auf Vollständigkeit.

## In Salzgitter geborene Persönlichkeiten

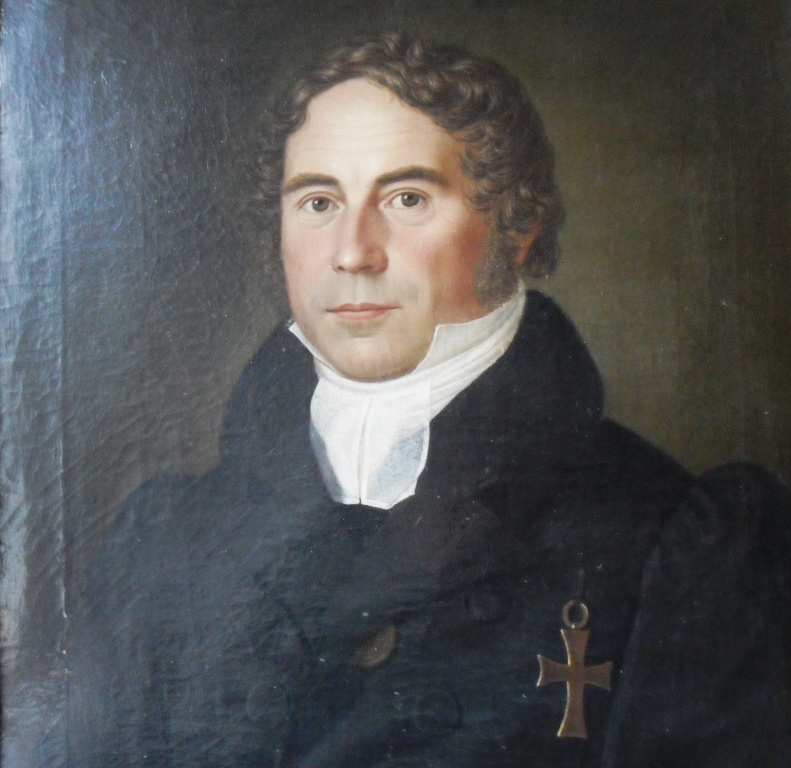
Franz August Westphal

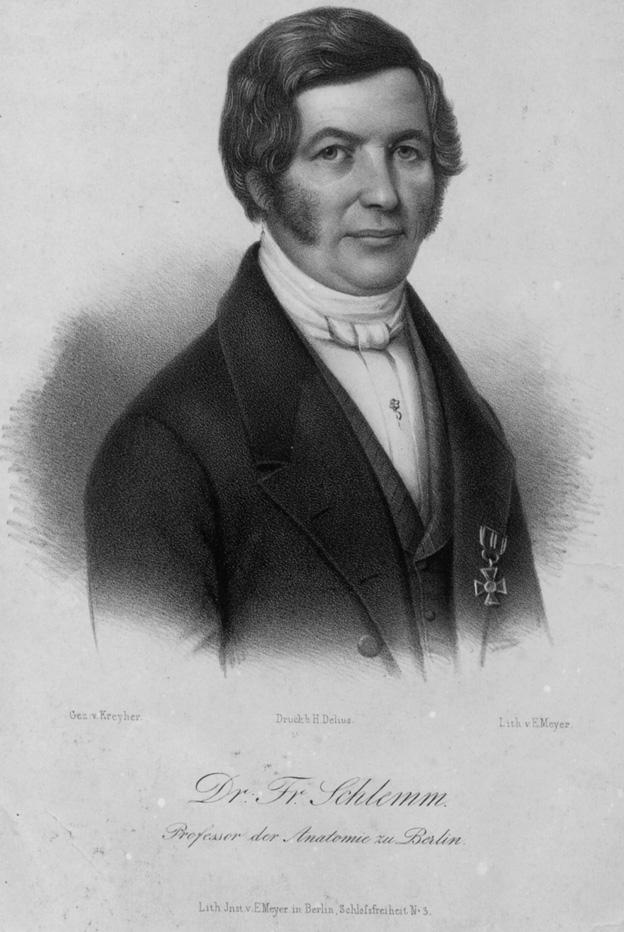
Friedrich Schlemm

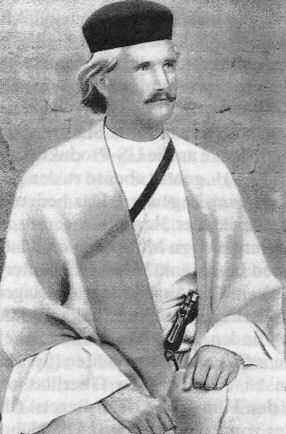
Wilhelm Wassmuss

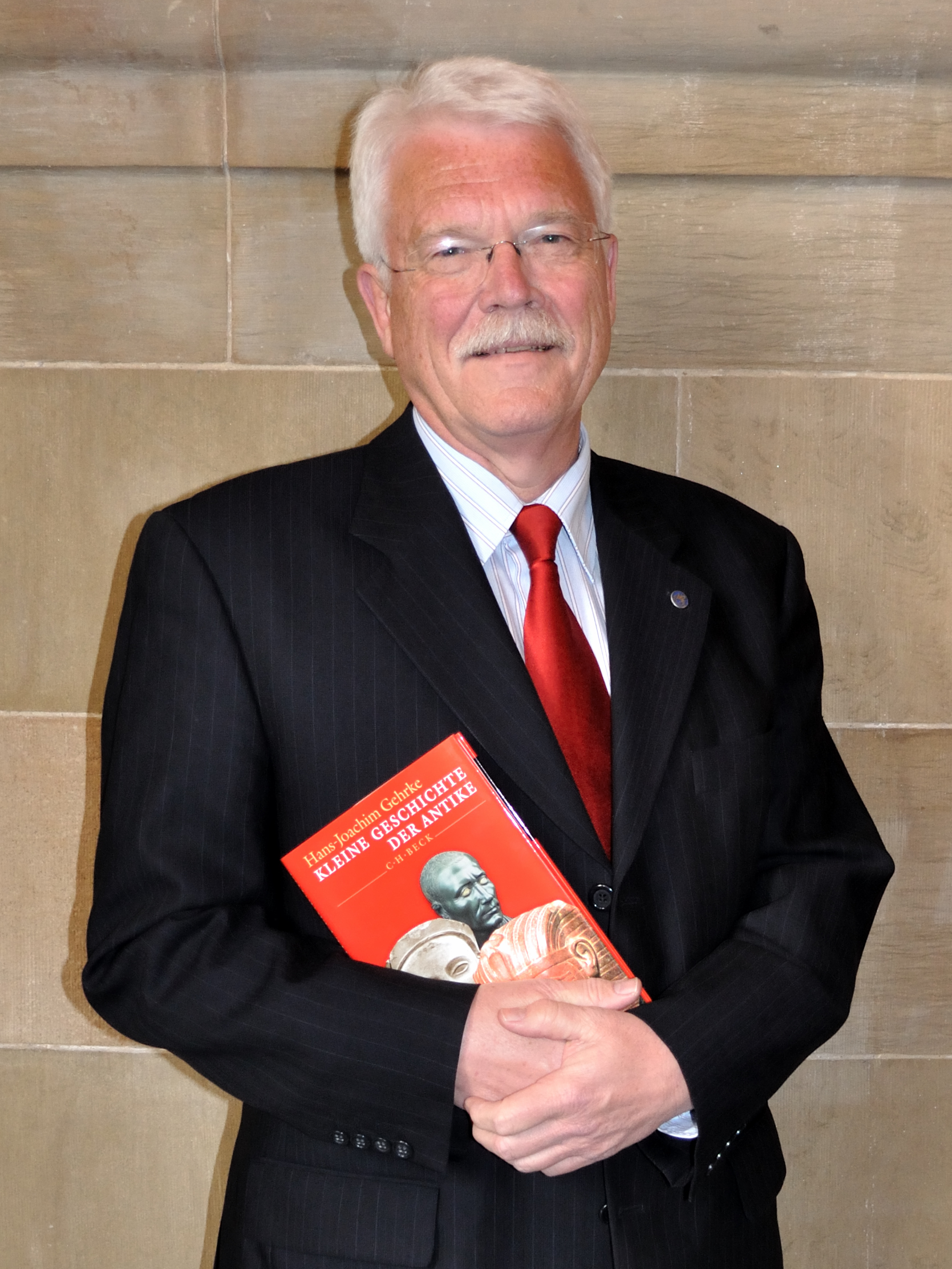
Hans-Joachim Gehrke

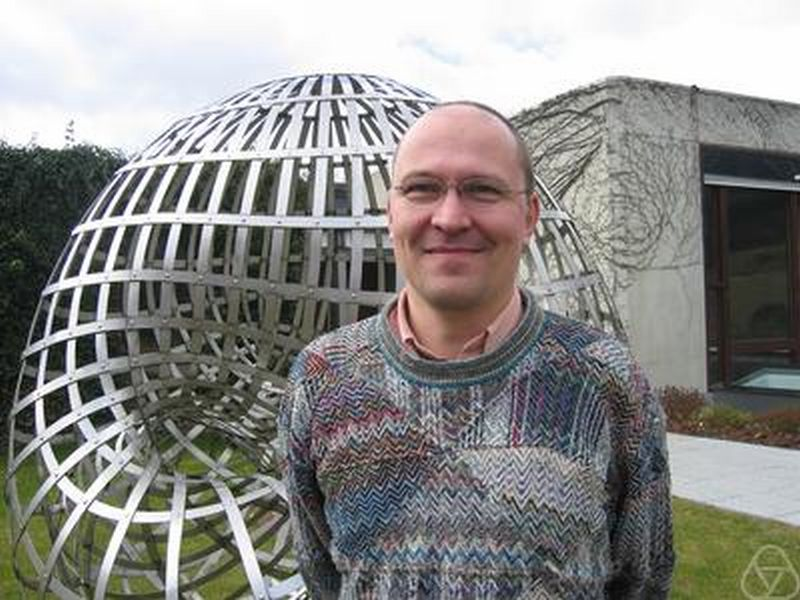
Jörg Brüdern

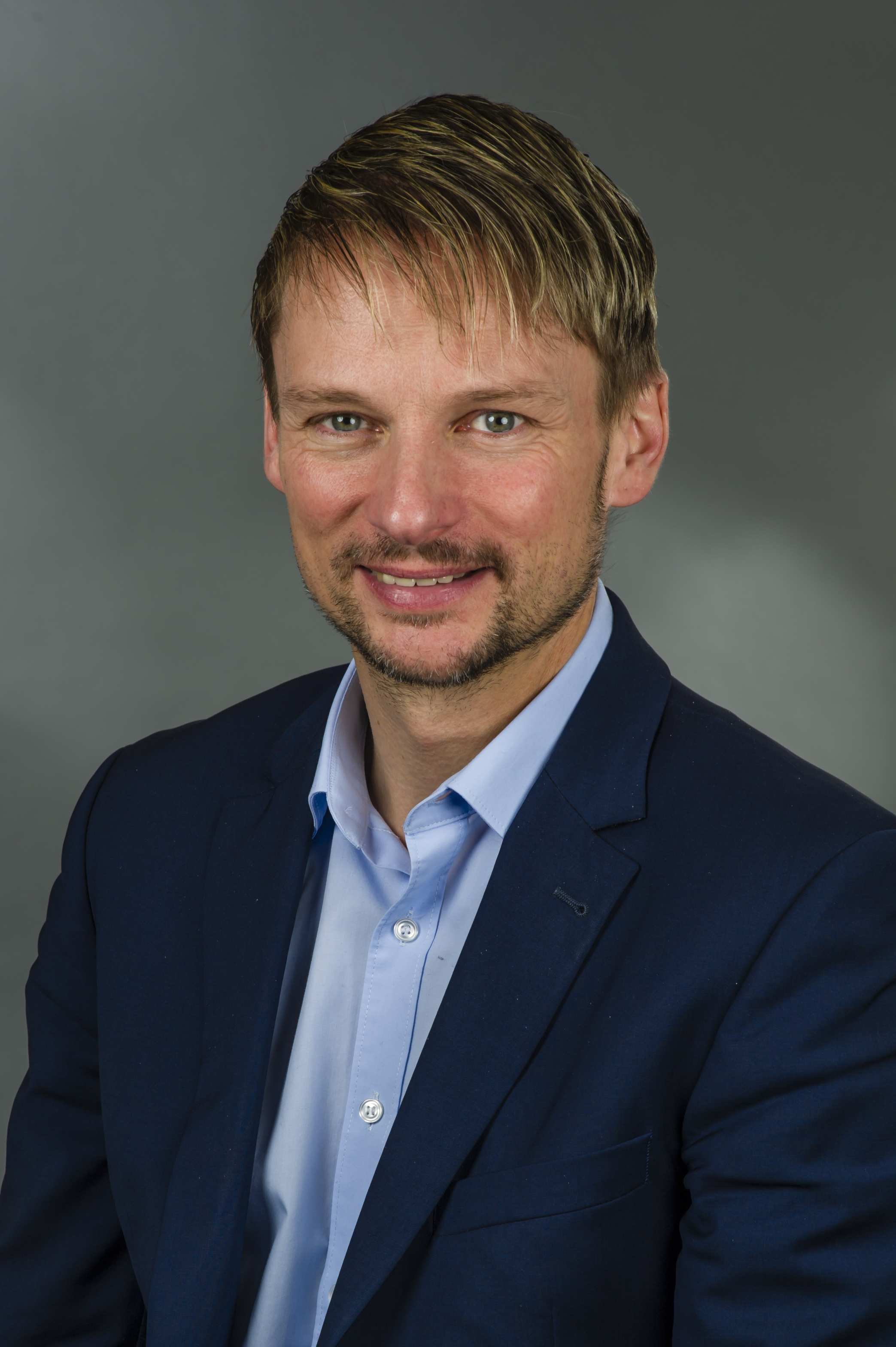
Stefan Klein

### Bis 1850
- Andreas Schoppe (um 1538–1614), lutherischer Theologe, Erbauungsschriftsteller und Chronist 8
- Franz August Westphal (1779–1847), lutherischer Theologe, Waisenhaus- und Schuldirektor, Abt des Stifts Königslutter 16
- Friedrich Schlemm (1795–1858), Arzt und Anatom 5
- Ludwig Köpp (1800–1890), Politiker, Mitglied der Braunschweigischen Landesversammlung 18
- Heinrich Ahrens (1808–1874), Rechtsphilosoph 7
- August Jäger (1808–1848), Schriftsteller 13
- Heinrich Ludwig Kayser (1833–1904), Drucker und Verleger 2
- Urban Schlönbach (1841–1870), Geologe und Paläontologe 15
- Albert Schwerdtfeger (1842–1922), Landwirt und Mitglied des Deutschen Reichstags 12
- Otto Völker (1843–1892), Mediziner, Chirurg
- Clemens Cassel (1850–1925), Lehrer, Heimatforscher und Chronist in Celle

### 1851 bis 1900
- Karl Fricke (1852–1915), Pädagoge 15
- Hermann Lattemann (1852–1894), Berufsluftschiffer und Fallschirmspringer 4
- Ludwig Hotopp (1854–1934), Bauingenieur 17
- August Denckmann (1860–1925), Geologe und Hochschullehrer 15
- Georg Sorge (1868–1954), Radrennfahrer und Fahrradhersteller 15
- Wilhelm Wassmuss (1880–1931), Diplomat 11
- Otto Brennecke (1882–1936), Politiker und Gewerkschafter 6
- Gerhard Gesemann (1888–1948), Volkskundler, Literaturwissenschaftler und Universitätsprofessor 9
- Gustav Hagemann (1891–1982), Maler 3
- Richard Wolters (1897–1975), Politiker 16
- Heinrich Steinmann (1899–1969), Ingenieur und Flughafendirektor 5

### 1901 bis 1950
- Martin Drewes (1918–2013), Militärpilot und Autor 10
- Walter Franke (1926–2015), Politiker 1
- Georg Oswald Cott (* 1931), Schriftsteller 15
- Karl Ludwig Kohlwage (* 1933), lutherischer Theologe 14
- Karl-Heinz Pape (1939–2000), Leichtathlet
- Hagen Stehr (* 1941), deutsch-australischer Thunfischzüchter und Unternehmer
- Wolfgang Matz (1944–1995), Fußballspieler
- Hans-Joachim Gehrke (* 1945), Althistoriker
- Norbert Schneider (1945–2019), Kunsthistoriker
- Helmut Knebel (* 1947), Oberbürgermeister der Stadt Salzgitter
- Günter Ruddat (* 1947), evangelischer Theologe
- Peter-Jürgen Schneider (* 1947), Politiker (SPD), von 2013 bis 2017 Finanzminister des Landes Niedersachsen
- Ullrich Galle (* 1948), Gewerkschafter und Politiker
- Hermann Schulte-Sasse (* 1948), Mediziner und Staatsrat in Bremen
- Harald Weiss (* 1949), Komponist und Regisseur

### Ab 1951
- Hans-Georg Babke (* 1951), evangelischer Theologe
- Klaus Baumgart (* 1951), Autor und Hochschulprofessor
- Moni van Rheinberg (1952–2006), bildende Künstlerin
- Norbert Juretzko (* 1953), Buchautor
- Wolfgang Dremmler (* 1954), Fußballspieler
- Göttrik Wewer (* 1954), Politikwissenschaftler und Politiker
- Andreas Jürgens (* 1956), Politiker
- Volker Kluwe (* 1956), Kriminalpolizist
- Gesa Lindemann (* 1956), Soziologin und Hochschullehrerin
- Wolfgang Voges  (* 1956), Domkapitular in Hildesheim[1]
- Werner Widuckel (* 1958), Mitglied des Vorstands der Audi AG
- Peter Knust (* 1960), Schwimmer
- Jürgen Pastewsky (* 1961), Politiker (AfD)
- Hartmut Wewetzer (* 1961), Journalist und Autor
- Jörg Brüdern (* 1962), Mathematiker
- Johannes Caspar (* 1962), Jurist und Honorarprofessor
- Peter Lux (* 1962), Fußballspieler und -trainer
- Fabian Lenk (* 1963), Schriftsteller
- Frank Klingebiel (* 1964), Politiker
- Martin Biastoch (* 1965), Altphilologe, Gymnasiallehrer in Göttingen
- Frank Stolper (* 1965), politischer Beamter
- Stephan Porombka (* 1967), Professor für Kulturjournalismus und Literaturwissenschaft
- Max Spallek (* 1968), Radiomoderator
- Claudia Bosse (* 1969), Regisseurin
- Ulita Knaus (* 1969), Sängerin
- Martin Przondziono (* 1969), Fußballspieler
- Stefan Klein (* 1970), Politiker
- Tanja Michael (* 1971), Klinische Psychologin und Psychotherapeutin
- Thomas Hanreich (* 1972), Popsänger, Gitarrist und Songwriter
- Andre Fedorow (* 1973), Musiker, Produzent und Songwriter
- Oliver Liersch (* 1974), Politiker
- Katty Salié (* 1975), Fernsehjournalistin und Moderatorin
- Elias Tsartilidis (* 1978), Politiker (SPD)
- Okan Patirer (* 1979), türkischer Schauspieler
- Henrik Stehlik (* 1980), Trampolinturner
- Florian Beyer (* 1984), Theaterschauspieler
- Sebastian Lehmann (* 1985), Eishockeyspieler
- Sudden (* 1988), Sprechgesangskünstler
- Tim Lüddecke (* 1989), Biochemiker und Zoologe
- Marti Fischer (* 1990), Moderator und Multiinstrumentalist
- Kenan Williams (* 1990), Popsänger, Produzent und Songwriter
- Maximilian Kolditz (* 1991), Handballspieler
- Daniel Theis (* 1992), Basketballspieler
- Maximilian Knabe (* 1992), Webvideoproduzent, E-Sport-Moderator und Unternehmer
- Cem Ince (* 1993), Politiker
- Maximilian Sauer (* 1994), Fußballspieler
- Tamina Reinecke (* 1995), Politikerin (Bündnis 90/Die Grünen)
- Ansgar Preuß (* 1996), Eishockeytorwart
- Philip Süß (* 1998), Synchronsprecher und Filmemacher
- Marie Lina Smyrek (* 1998), Webvideoproduzentin und Comedy-Autorin

## Persönlichkeiten, die vor Ort gewirkt haben
- Gerhard von Steterburg († 1209), Propst des Kanonissenstifts Steterburg
- Albert Schloenbach (1811–1877), Geologe und Obersalineninspektor
- Friedrich Ludolf Denckmann (1820–1916), Pfarrer,  Paläontologe und Fossiliensammler; war 1856–1896 zweiter Pfarrer von Salzgitter-Bad und Gitter mit Hohenrode
- Emil Langen (1824–1870), Unternehmer, gründete 1869 das Eisenwerk Salzgitter
- Anton Raky (1868–1943), Tiefbohrexperte, erschloss in den 1920er Jahren die Eisenerzvorkommen in Salzgitter, Gründer der heutigen „Salzgitter Maschinenbau AG“ (SMAG).
- Friedrich Triebel (1888–1960), NSDAP-Politiker, lebte nach Kriegsende bis zu seinem Tod hier
- Konrad Ende (1895–1976), Politiker der Deutschnationalen Volkspartei, Namensgeber für Schacht Konrad
- Hermann Ahrens (1902–1975), Politiker (NSDAP, GB/BHE, GDP), Bürgermeister einer Gemeinde der späteren Stadt Salzgitter in der NS-Zeit
- Wilhelm Höck (1907–1983), CDU-Politiker, technischer Direktor einer Fahrzeug- und Maschinenbau-Gesellschaft in Salzgitter-Lebenstedt
- Johannes Wosnitza (1908–1995), war 1941–1985 Pfarrer in Gebhardshagen, Domkapitular, Träger des Bundesverdienstkreuzes
- Bernhard Wiese (1909–1982), Unternehmer in Salzgitter-Gebhardshagen
- Hans-Jürgen Junghans (1922–2003), SPD-Politiker, Vorstandsmitglied der Salzgitter AG, Aufsichtsrat der Salzgitter Wohnungs AG und der Salzgitter Maschinen AG
- Manfred-Michael Sackmann (1952–2024), Fotograf

## Ehrenbürger
Die Stadt Salzgitter hat folgenden Personen das Ehrenbürgerrecht verliehen:
- 1963: Konrad Ende, Vorstandsvorsitzender der Salzgitter AG
- 1969: Gustav Stollberg, Oberbürgermeister a. D.
- 1975: Hans Birnbaum, Vorstandsvorsitzender der Salzgitter AG
- 1975: Erich Söchtig, stellvertretender Vorsitzender des Aufsichtsrats der Salzgitter AG
- 1975: Wilhelm Höck, Oberbürgermeister a. D.
- 1977: Karl Heidenblut, Mitbegründer der CDU in Salzgitter
- 1983: Willi Blume, Oberbürgermeister a. D.
- 1989: Johannes Wosnitza, Ehrendomkapitular und Geistlicher Rat
- 1996: Hermann Struck, Oberbürgermeister a. D. (Vorschlag SPD), Tibor Seybold von Szabolcs, Fraktionsvorsitzender der CDU, Kaufmann und Autor (Vorschlag CDU), Hans-Jürgen Junghans MdB SPD (Vorschlag Bündnis 90/Die Grünen)
- 2002: Rudolf Rückert, Oberbürgermeister a. D.
- 2002: Georg Obst, ehemaliger Fraktionsvorsitzender der SPD in Salzgitter
- 2018: Erika Bolm, Ehrenratsfrau, Vorsitzende des Sozial- und Integrationsausschusses[2]
- 2018: Heinz Jörg Fuhrmann, Vorstandsvorsitzender der Salzgitter AG[2]
- 2018: Hildegard Schooß, Gründerin des Mütterzentrums in Salzgitter, des ersten Mehrgenerationenhauses Deutschlands[2]